# Virtasaari (ö i Norra Savolax, Nordöstra Savolax, lat 62,73, long 28,55)
Virtasaari är en ö i Finland. Den ligger i sjön Juojärvi och i kommunen Tuusniemi i den ekonomiska regionen  Nordöstra Savolax ekonomiska region  och landskapet Norra Savolax, i den centrala delen av landet, 300 km nordost om huvudstaden Helsingfors. Öns area är 9,7 hektar och dess största längd är 440 meter i öst-västlig riktning.